# كاسوغا نو تسوبوني
كاسوغا نو تسوبوني (باليابانية:春日局) ء(1579 - 26 أكتوبر 1643) سيدة من عائلة ساموراي يابانية بارزة في فترتي أزوتشي - موموياما وإيدو. من مواليد سايتو فوكو، كانت ابنة سايتو توشيميتسو ( وهو أحد التجار من أكيتشي ميتسوهيد)، ووالد أمها هو إينابا يوشيميشي. تزوجت من إينابا ماساناري، ولديها ثلاثة أبناء، من بينهم إينابا ماساكاتسو، وابن بالتبني، هوتا ماساتوشي. كانت مرضعة شوقون إيميتسو الثالث. كما أنها أنشأت قصر أوكو، الحي النسائي، في قلعة إيدو، كما أصبحت روجو أوتوشييوري بعد أن أصبح إيميتسو شيجون. هناك بعض الشائعات التي تقول إن توكوغاوا إيميتسو كان ابن توكوغاوا إيياسو من كاسوغا.
في 1629 ، سافرت أوفوكو إلى العاصمة، حيث كان لديها جمهور مع الإمبراطور في البلاط الإمبراطوري في كيوتو. تمت ترقيتها إلى مرتبة المحكمة العليا غير العادية من الدرجة الثانية. وبعد هذا الوقت ، كانت تُدعى كاسوغا-نو-تسوبوني أو ليدي كاسوغا. 
يقع قبرها في Rinshō-in وهو معبد في بونكيو، طوكيو. يمتلك المعبد صورة لكاسوجا من قبل كانش تانييف. وقد تم تسميه حي كاسوغا في بونكيو نسبه إليها. ويوجد لها قبر آخر في أوداوارا، محافظة كاناغاوا.

## الإرث
كانت السيدة كاسوغا موضوعًا لأفلام ومسلسلات تلفزيونية مختلفة ، وكانت شخصية في العديد من الأفلام الأخرى. من بين أبرزها:
• Jotei Kasuga no Tsubone (من إخراج Sadao Nakajima عام 1990)
• Ōoku والذي صور من قبل يوكي ماتسوشيتا عام (2004)
• Kasuga no Tsubone NHK Taiga drama التي صورت من قبل  Reiko Ōhara عام 1989
• البازيليسق: مخطوطات كوجا نينجا (2005 الأنيمي والمانغا) التي عبر عنها كيميكو سايتو.
• Nioh 2017، والمعروفة باسم Onmyo mage. شخصية Fuku